# Росас, Леон Ортис де
Леон Ортис де Росас-и-де-ла-Куандра (исп. León Ortiz de Rozas y de la Cuadra; 11 апреля 1760 — 15 августа 1839) — испанский военный и политик, который принимал активное участие в колониальном и постколониальном периоде Аргентины. Командир в военных экспедициях против индейцев во время вице-королевства Рио-де-ла-Плата .

## Биография

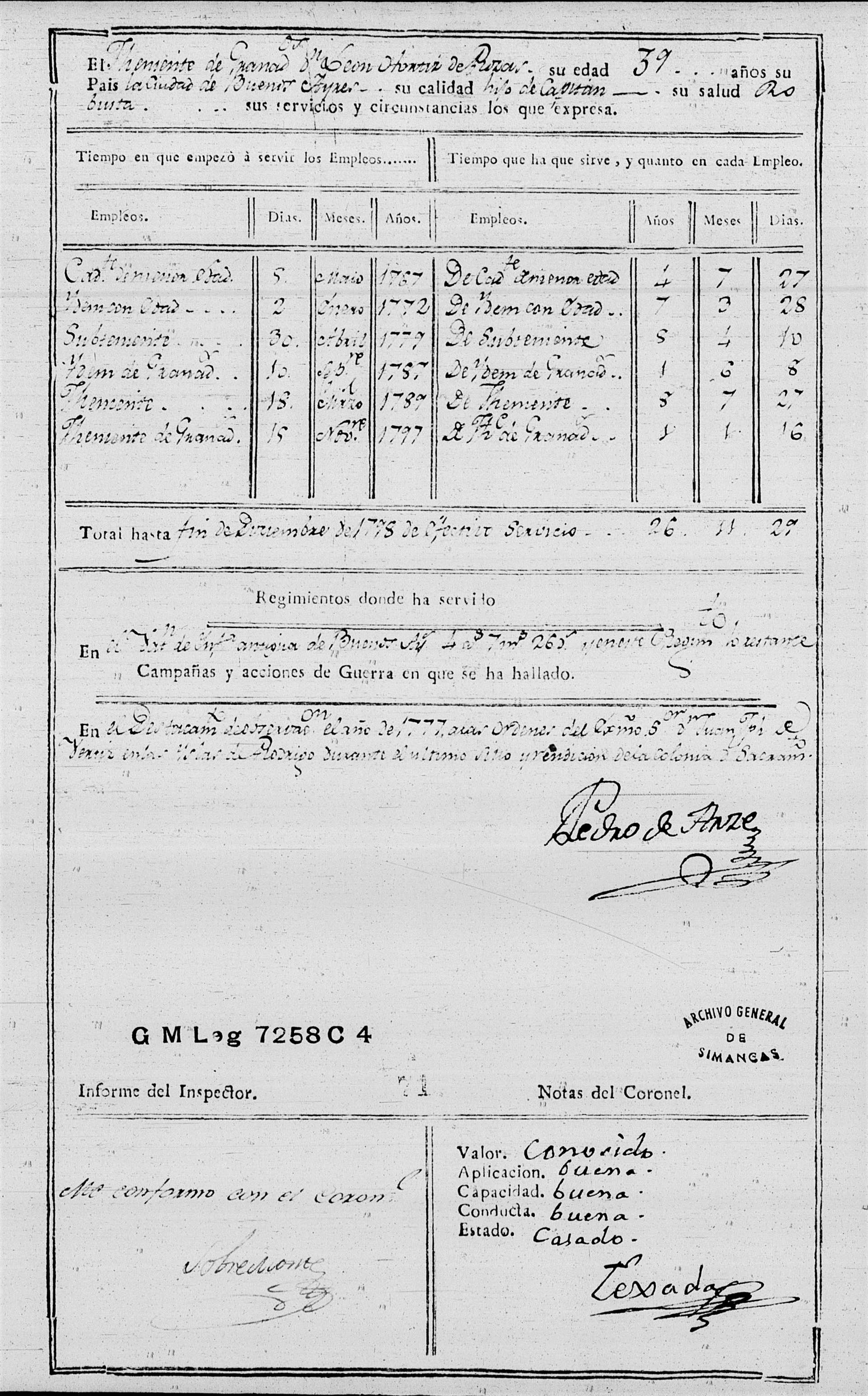
Его послужной список до 1798 года

Родился 11 апреля 1760 года в Буэнос-Айресе. Сын капитана Доминго Ортиса де Росаса и Родильо (1721—1785), родившегося в Севилье, и дворянки Каталины де ла Куадра, родившей в Буэнос-Айресе.
Леон Ортис де Росас начал свою военную карьеру в 1767 году кадетом в пехотном батальоне, затем служил в Compañía de Granaderos в звании младшего лейтенанта, и был повышен до лейтенанта в марте 1789 года. Несколько лет спустя он достиг звания капитана , служа в Regimiento Fijo de Buenos Aires .
Он принимал участие в многочисленных военных кампаниях против местных индейцев, которые устраивали резню среди сельского населения провинции Буэнос-Айрес. В 1785 году он был взят в плен племенами пампасов. Он был схвачен в январе того же года и освобожден в сентябре 1786 года.
Он и его семья участвовали в обороне и отвоевании города у английских захватчиков. Он вышел в отставку из армии в 1809 году, после сорока двух лет активной службы .
У него также была короткая политическая карьера, он был рехидором совета (кабильдо) Буэнос-Айреса с 1811 по 1814 год. В 1814 году он занимал должность временного алькальда и был назначен наблюдателем за еженедельными розыгрышами национальной лотереи.
30 сентября 1790 года в Буэнос-Айресе Леон Ортис де Росас женился на Агустине Лопес де Осорнио (27 августа 1769 — 13 декабря 1845), дочери Клементе Лопеса де Осорнио (1720—1783) и Марии Мануэлы де Рубио, принадлежащей к известной креольской семье. У него и его жены было двенадцать детей:
- Хуан Мануэль де Росас
- Мария Доминга Доминга Ортис де Росас де Бальдес
- Грегория Ортис де Росас де Эскурра
- Андреа Мерседес Ортис де Росас де Сеги
- Пруденсио Ортис де Росас
- Хервасио Хосе Ортис де Росас
- Мартина Агустина Ортис де Росас
- Хуана Ортис де Росас
- Бениньо Ортис де Росас
- Мануэла Ортис де Розас де Бонд
- Доминга Мерседес Ортис де Росас де Ривера
- Мартина Агустина Ортис де Росас де Мансилья[11]

Леон Ортис де Росас скончался 15 августа 1839 года в Буэнос-Айресе, похороненный с воинскими почестями на кладбище Реколета.